# Риб Лејк (Висконсин)
Риб Лејк (енгл. Rib Lake) град је у америчкој савезној држави Висконсин.

## Демографија
По попису из 2010. године број становника је 910, што је 32 (3,6%) становника више него 2000. године.
| Група             | 2000.       | 2010.       |
| Белци             | 867 (98,7%) | 890 (97,8%) |
| Афроамериканци    | 1 (0,1%)    | 1 (0,1%)    |
| Азијати           | 3 (0,3%)    | 2 (0,2%)    |
| Хиспаноамериканци | 3 (0,3%)    | 9 (1,0%)    |
| Укупно            | 878         | 910         |